# 백년부성
백년부성(百年浮城, Floating City)은 홍콩에서 제작된 엄호 감독의 2012년 드라마 영화이다. 곽부성 등이 주연으로 출연하였다.

## 출연

### 주연
- 곽부성
- 양채니

### 조연
- 바오치징
- 조시 호
- 유심유